# Colin Matthews
Pour les articles homonymes, voir Matthews.
Colin Matthews, OBE, né le 13 février 1946, est un compositeur anglais de musique classique.

## Jeunesse et formation
Matthews naît à Londres en 1946 ; son frère aîné est le compositeur David Matthews. Il apprend ses humanités à l'université de Nottingham puis la composition musicale auprès d'Arnold Whittall et en parallèle avec Nicholas Maw. Dans les années 1970, il enseigne à l'université du Sussex, où il obtient un doctorat pour son travail sur Gustav Mahler, conséquence de sa longue collaboration avec Deryck Cooke sur l'interprétation d'une version de la dixième symphonie de G. Mahler. Durant cette période il travaille également à Aldeburgh auprès de Benjamin Britten et Imogen Holst. Sa musique est publiée principalement par Faber Music depuis 1976.

## Source
- (en) Cet article est partiellement ou en totalité issu de l’article de Wikipédia en anglais intitulé « Colin Matthews » (voir la liste des auteurs).